# Lingue iraniche nordoccidentali
Le lingue iraniche nordoccidentali sono un ramo delle lingue iraniche occidentali.

## Classificazione
Secondo l'edizione 2009 di Ethnologue, le lingue iraniche nordoccidentali comprendono 54 idiomi così classificati:
- Lingue baluchi
  - lingua bashkardi  [codice ISO 639-3 bsg]
  - lingua baluchi meridionale [bcc]
  - lingua baluchi occidentale [bgn]
  - lingua baluchi orientale [bgp]
  - lingua koroshi  [ktl]
- Lingue caspiche
  - lingua gilaki  [glk]
  - lingua mazandarani [mzn]
  - lingua shahmirzadi  [srz]
- Lingue dell'Iran centrale
  - lingua ashtiani  [atn]
  - lingua dari zoroastriana  [gbz]
  - lingua fars nordoccidentale  [faz]
  - lingua gazi  [gzi]
  - lingua khunsari  [kfm]
  - lingua natanzi  [ntz]
  - lingua nayini  [nyq]
  - lingua parsi  [prp]
  - lingua parsi-dari  [prd]
  - lingua sivandi [siy]
  - lingua soi  [soj]
  - lingua vafsi  [vaf]
- Lingue curde
  - lingua curda centrale  [ckb]
  - lingua curda meridionale [sdh]
  - lingua curda settentrionale  [kmr]
  - lingua laki [lki]
- Lingue ormuri-parachi 
  - lingua ormuri  [oru]
  - lingua parachi  [prc]
- Lingue semnani
  - lingua lasgerdi  [lsa]
  - lingua sangisari  [sgr]
  - lingua semnani [smy]
  - lingua sorkhei  [sqo]
- Lingue taliscie
  - lingua alviri-vidari  [avd]
  - lingua eshtehardi [esh]
  - lingua gozarkhani  [goz]
  - lingua harzani  [hrz]
  - lingua kabatei  [xkp]
  - lingua kajali  [xkj]
  - lingua karingani  [kgn]
  - lingua kho'ini  [xkc]
  - lingua koresh-e rostam  [okh]
  - lingua maraghei  [vmh]
  - lingua razajerdi  [rat]
  - lingua rudbari  [rdb]
  - lingua shahrudi  [shm]
  - lingua takestani  [tks]
  - lingua taliscia [tly]
  - lingua taromi superiore  [tov]
- Lingue zaza-gorani
  - lingua bajelani  [bjm]
  - lingua dimli  [diq]
  - lingua gurani  [hac]
  - lingua kirmanjki  [kiu]
  - lingua sarli  [sdf]
  - lingua shabak  [sdb]
- Lingua dezfuli  [def]
- Lingua khalaj  [kjf]